# Педро Паскули
Педро Паскули (на испански: Pedro Pasculli) е аржентински футболист, нападател и треньор.

## Кариера
Педро Паскули започва кариерата си в Колон, където играе 3 години и има 24 мача и 6 гола. След това преминава в Архентинос Хуниорс, където играе в продължение на 5 години. С този клуб, Паскули печели 2 шампионата на Аржентина. Общо за клуба той изиграва 203 мача и вкарва 87 гола.
През 1985 г. отива в Италия, в Лече. За този клуб аржентинецът играе в продължение на 7 години, като се превръща в любимец на публиката.
През 1993 г. се връща в родината си, където играе скоро за Нюелс Олд Бойс. След това има период, в който не излиза на терена почти година и половина. През 1994 г. преминава в японския отбор Саган Тосу, където прекарва 1 година, отбелязвайки 17 гола в 29 мача.
В периода от 1984 г. до 1987 г. Паскули играе за националния отбор на Аржентина, като играе в 20 мача и отбелязва 5 гола. През 1986 г. става световен шампион.
След като завършва кариерата си като футболист, той става треньор. Работи предимно с италиански отбори.

## Отличия

### Отборни
Архентинос Хуниорс
- Примера дивисион: 1984 (Метрополитано), 1985 (Насионал)

### Международни
Аржентина
- Световно първенство по футбол: 1986